# Michael Weber (Theologe)

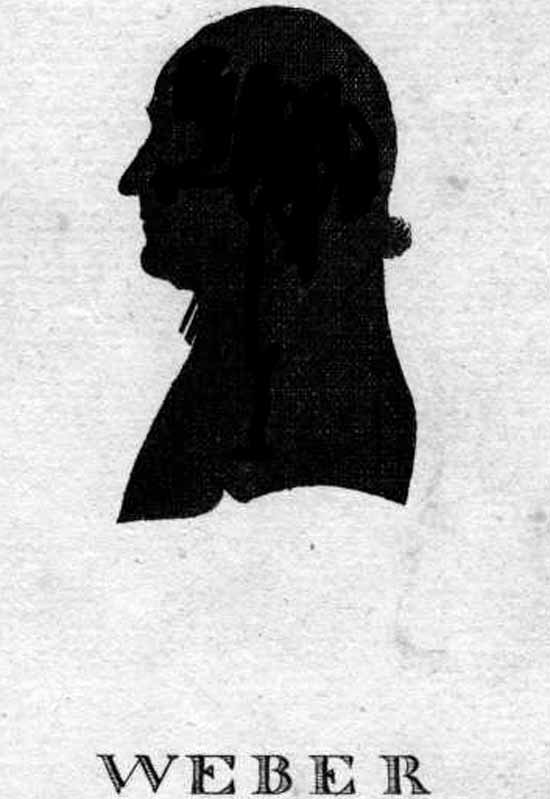
Michael Weber

Michael Weber (* 8. Dezember 1754 in Gröben; † 1. August 1833 in Halle (Saale)) war ein deutscher evangelisch-lutherischer Theologe.

## Leben
Michael Weber war der Sohn des Landmannes Johann Gottfried Weber und dessen Frau Regina Schmalz. Seine Ausbildung hatte er an der Schule in Gröbern und Teuchern erhalten. Anschließend erhielt er eine gymnasiale Ausbildung an der Stiftsschule in Zeitz und immatrikulierte sich am 6. Mai 1774 an Universität Leipzig. Hier absolvierte er bei Johann August Ernesti und Christian August Crusius erste Studien. Seine Ausbildung setzte er im Wintersemester 1777 an der Universität Wittenberg fort, wo er unter dem Dekanat von Johann Matthias Schröckh sich am 30. April 1778 den Magistergrad erwarb.
Wieder nach Leipzig zurückgekehrt entschloss er sich einen akademischen Werdegang der Theologie zu verfolgen und habilitierte sich am 14. Oktober 1778 als Magister legens. Noch im selben Jahr wurde er Vesperprediger an der Leipziger Universitätskirche St. Pauli, erhielt am 15. Oktober 1779 das Baccalaurat der Theologie und wechselte 1780 auf die Stelle eines Frühpredigers an der Universitätskirche. Da seine Predigten großen Zuspruch fanden, ernannte man ihn 1783 zum außerordentlichen Professor der Leipziger Hochschule und er promovierte mit der Abhandlung „Crisis loci Paulini 1. Tim. 3, 14.16.“ am 13. Mai 1784 zum Doktor der Theologie.
Noch im selben Jahr seiner Promotion, erhielt er am 21. Mai 1784 eine Stelle als ordentlicher vierter Professor der Theologie an der Wittenberger Hochschule, erhielt damit verbunden die Aufsicht als Ephorus der kurfürstlichen Stipendiaten und war als Prediger an der Wittenberger Schlosskirche aktiv. Im Laufe seiner Wittenberger Wirksamkeit, stieg er 1789 in die dritte theologische Professur, 1792 in die zweite theologische Professur und 1805 in die erste Professur als Primarus auf. Daneben beteiligte er sich auch an den organisatorischen Aufgaben der Hochschule. So war er in den Wintersemestern 1785, 1787, 1789, 1792, 1795, 1797, 1799, 1801, 1803, 1806, 1808 und den Sommersemestern 1791, 1794, 1805, 1810, 1812 Dekan der theologischen Fakultät gewesen. Als Rektor der Wittenberger Hochschule, lenkte er in den Wintersemestern 1786, 1792, 1796, 1802, 1806, 1810 und im Sommersemester 1811 die Geschicke derselben.
Während der Zeit der Befreiungskriege wurde sein Wohnhaus ein Opfer der Wittenberger Belagerung, so dass die Familie 1814 nach Bad Schmiedeberg flüchtete. Nachdem man die Wittenberger und die Hallenser Universität vereinigt hatte, wechselte Weber offiziell am 21. Juni 1817 nach Halle, wo er als Professor der Theologie am theologischen Seminar wirkte. 1825 wurde er Mitglied der theologischen Examinationskommission, feierte sein 50-jähriges Dozentenjubiläum und bekam dabei den roten Adlerorden dritter Klasse verliehen.
Weber verstarb als Senior der halleschen Theologiefakultät 1833. Aus einem reichhaltigen Fundus an dogmatischer und exegetischer Kenntnis hielt er seine vorrangig in lateinischer Sprache abgehaltenen Vorlesungen. So war er mit den Texten des Neuen Testamentes so vertraut, dass er dieses wörtlich aus dem Gedächtnis wiedergeben konnte. Allerdings konnte er den aufstrebenden Rationalismus wenig abgewinnen. Vor allem war er in der hebräischen und semitischen Sprache bewandert, seine Schriften erstrecken sich auf alle Bereiche der Theologie.

## Familie
Weber war zwei Mal verheiratet gewesen. Seine erste Ehe schloss am 25. Oktober 1785 in Wittenberg mit Christina Friederica Wilhelmina Lippold (* 27. September 1769 in Wittenberg; † 20. August 1816 ebenda), die Tochter des Diakons an der Wittenberger Stadtkirche Johann Friedrich Lippold und dessen Frau Sophie Wilhelmine Marie Reinhard. Nach dem Tod seiner ersten Frau, schloss er am 29. Mai 1817 in Halle (Saale) mit Eleonora Friederica Henrietta Pallas (* 11. Oktober 1775 in Halle (Saale); † 7. Februar 1857 ebenda), die Tochter des Akturars an der juristischen Fakultät der Universität Halle Johann Friedrich Pallas und dessen Frau Dorothea Magdalena Möhring, seine zweite Ehe. Aus erster Ehe stammen 13. Kinder. Von diesen kennt man:
- Ernst Michael Weber (* 2. Oktober 1786, ~ 5. Oktober 1786 in Wittenberg; † 1. August 1787 ebenda)
- Ernestina Friedrica Wilhelmina Weber (* 20. Mai 1788 in Wittenberg; † 21. Mai 1788 ebenda)
- Ernst Gustav Weber (* 7. Februar 1790, ~ 8. Februar 1790 in Wittenberg; † 11. November 1852 in Kleinwittenberg) 8. Februar 1790 Uni. Wittenberg (immat.), 16. Mai 1803 kurf. Landesschule Pforta, Mai 1806 Uni. Wittenberg, 17. Oktober 1814 Mag. phil. ebd., Bacc. theol. ord. 1815 Stadtkirche Wittenberg. 25. November 1815 Pfarrer in Rackith. 1840 emer. lebte dann in Niemegk und Kleinwittenberg, verh. I. ± November 1817 mit Ernestine Hoffmann (* ± Juli 1785; † 21. Januar 1820 in Rackith), To. des Pfarrers in Rackith Carl Gottfried Hoffmann und dessen Frau Maria Elisabeth Wollkopf, verh. II. mit Sophie Elisabeth Constantia Schwarz, die Tochter eines Gerichtsdirektors aus Halle.
- Friedrich (Fritz) Christian Weber (* 27. Juni 1793, ~ 30. Juni 1793 in Wittenberg; †), lernte wie sein Bruder an der Fürstenschule St. Afra, war im Krieg Landwehr-Lieutenant, ab 1816 Referendar am Oberlandesgericht in Merseburg,[2] starb als Appellationsgerichtspräsident in Dresden.[3]
- Ernst Heinrich Weber (* 24. Juni 1795, ~ 25. Juni 1795 in Wittenberg; † 26. Januar 1878 in Leipzig)
- Christian Ferdinand Weber (* 18. Mai 1797, ~ 19. Mai 1797 in Wittenberg; † 15. Dezember 1797 ebenda)
- Christian Heinrich Weber (* 10. Januar 1799, ~ 11. Januar 1799 in Wittenberg; † 27. Februar 1799 ebenda)
- Minna Weber (* 4. März 1801 in Wittenberg; † 30. Juli 1801 ebenda)
- Lina Weber (* 6. April 1802 in Wittenberg; † 1. Juli 1871 in Halle (Saale)) blieb unverheiratet
- Laura Weber (* 6. September 1803 in Wittenberg; † jung)
- Wilhelm Eduard Weber (* 24. Oktober 1804 in Wittenberg; † 23. Juni 1891 in Göttingen) Physiker
- Eduard Friedrich Weber (* 10. März 1806 in Wittenberg; † 18. Mai 1871 in Leipzig) Mediziner
- Heinrich Julius Weber (* 6. November 1808 in Wittenberg; † 25. November 1809 ebenda)

## Werke
1. Opuscula academica eaque apologetica, Vitebergae publice scripta, 1825
2. Eclogae, Leipzig 1791
3. Ad epistolas Pauli minores, Leipzig 1791, 1794
4. Commentatio ad locum Gal. 3, 19-22, Leipzig 1777
5. Commentatio ad Ebr. 2, Leipzig 1778
6. Versuch einer Übersetzung des Briefs Pauli an die Galater, Leipzig 1778
7. De usu versionis N.T. Syricae hermeneutico etc.,
8. Specimina exegetico-critica ad nonnullos N.T. locos,
9. Etwas für junge Freunde der Philosophie, Leipzig 1779
10. Kurtzer Entwurf der allg. christl. Tugendlehre, Leipzig 1780
11. Hat der Dekalogus weislich keine verbindende Kraft mehr?, 1782
12. Dubitationes adversus Bechtoldi orationem, qua Bessici judicium de Decalogo latum defendere conatur
13. Morgen- und Abendandachten für vernünftige und fromme Christen auf alle Tage..., 1782, 1783
14. Progr. Adit de intempestiva ac nimia lectionis emendandae cura, 1793
15. Crisis loci Paulini 1. Tim. 3, 14-16, Leipzig 1784
16. Predigt am ersten Osterfeiertag 1785 über 1. Cor 5, 6-8, Wittenberg 1785
17. Tischandachten für vernünftige und fromme Christen, Wittenberg 1785
18. Prog. De intempestiva lectiones cura a jeremia illustrata